# Мишо Вълчев
Мишо Христов Вълчев е български политик, министър на правосъдието през 1992 – 1993 г.

## Биография
Мишо Вълчев е роден в София на 14 ноември 1919 г. През 1938 г. завършва италианската гимназия, а през 1942 г. – право в Софийския университет „Св. Климент Охридски“. От 1946 до 1948 г. е асистент в Юридическия факултет на университета и защитава докторат по търговско право. Между 1951 и 1953 г. работи в Народната библиотека „Кирил и Методий“.
От 1960 до 1992 г. е юрисконсулт на ДСО „ИЗОТ“ и завод „Електроника“. В периода 1990 – 1992 г. е председател на Съвета по нормативни актове при Министерския съвет, а от 1992 г. до смъртта си е министър на правосъдието в правителството на Любен Беров.
Мишо Вълчев умира на 15 май 1993 г. в София.